# Comafreda (Escorca)
Comafreda és una possessió mallorquina situada en el terme municipal d'Escorca.

## Situació
Ocupa una vall drenada pel torrent de Comafreda, closa al nord per les elevacions del Puig d'en Galileu (1.185 m), sa Mola (1.159 m) i sa Moleta (846 m). Al sud hi ha els cims del Puig de Maçanella (1.348 m) i es Frontó (1.055 m). Amb més de 1.300 mm anuals forma part de la zona més plujosa de Mallorca. La situació dins una alta vall encerclada de muntanyes en determina un clima fred a l'hivern, que és a la rel del nom.

## Història
Segons Rafel Juan va ser una terra vinculada a l'alqueria de Puig Ferrer dels Escofet. El 1270 Saurina Escofet n'era propietària. El 1378 Romeu Escofet va vendre la propietat a Galzeran Malferit de Caimari, posseïdor de l'alqueria de Lluc. Confrontava amb Lluc, amb la Mola d'Escorca,amb Almallutx, amb les muntanyes de Maçanella, amb l'alqueria de Caimari, amb la de Benimala (Binibona), amb la resta de Puig Ferrer.
El 1660 pertanyia al senyor Jordi Abrí-Descatlar i, afectada pel bandolerisme, no tenia bestiar ni mobles a les cases, i feia 100 lliures anuals de renda. El 1685 estava valorada en 2.100 lliures. El 1863 pertanyia al marquès del Palmer i disposava de 1.477 hectàrees, essent la propietat més gran del terme d'Escorca.

## Llocs d'interès
- Cases de neu del Coll de Comafreda. A la part més elevada del comellar de Comafreda, no gaire lluny del coll des Prat que separa el puig d'en Galileu i el puig de Maçanella hi ha dues cases de neu més. Aquest conjunt de cases de neu en els voltants del puig de Maçanella, més les altres tres que es troben prop del cim, és el més important de la serra. Ambdues estructures es coneixen amb el mateix nom: casa de neu de n'Oms. La més petita també és coneguda com a casa de neu de la font del comellar de Comafreda o casa de neu petita de la coma del puig Major (de Maçanella). L'altra, situada a pocs metres de la paret d'en Rubí, es coneix també com a casa de neu del porxo del comellar de Comafreda o casa de neu gran de la coma del puig Major (de Maçanella).

## Topònims
Torrent de Comafreda o des Guix, Torrent de sa Coveta, Colls de Comafreda, es Frontó, Coll de sa Línia o de Mancor, es Clots, sa Moleta, sa Criança de Baix, sa Criança de Dalt, Puig de n'Alí, pas de n'Arbona, puig del Grau, sa Regana, Puig Caragoler, Pas des Fil, Cingle des Bosc, Camí de ses Cases de Neu, Avenc d'en Lloatxim, Cases de neu d'en Garireu.